# Třída S (1935)
Třída S (Sredňaja, česky Střední), neoficiálně nazvaná jako Staliněc, byla třída sovětských středních ponorek používaných ve Velké vlastenecké válce.

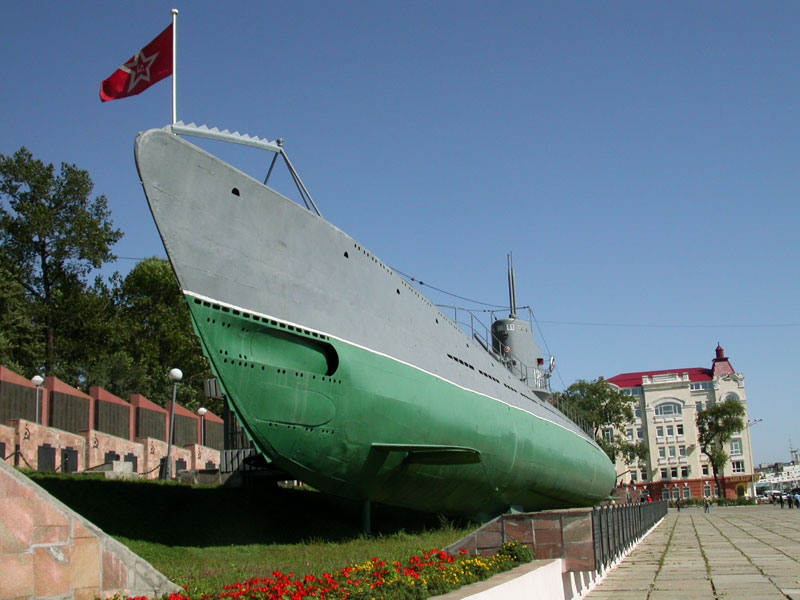
Ponorka S-56 ve Vladivostoku

V roce 1933 zadal SSSR německé firmě Deutsche Schiff und Maschinenbau AG vývoj ponorky se západními parametry. Firma měla zhotoven prototyp E-1, původně určený pro Španělsko, který Rusům nabídla. Podle požadavku byl zhotoven prototyp E-2, který měl větší výtlak i dosah. Podle tohoto prototypu byly v leningradské loděnici No 189 zhotoveny v letech 1934–1938 tři ponorky série IX.
V letech 1936–1941 byly vyráběny v loděnicích po celém SSSR ponorky série IX-bis, kterých bylo úplně dokončeno 46 kusů. Po válce bylo postaveno ještě šest kusů modernizované verze XVI. Ponorky typu "S" potopily 52 transportních lodí o celkovém výtlaku 168 095 BRT, 14 vojenských lodí a další nepřátelské lodě poškodily. Vlastní ztráty činily 18 ponorek. Poslední kusy této třídy byly vyřazovány v 60. letech. Ponorka S-56 byla zachována jako památník.
Asi nejznámější akcí ponorek této třídy je torpédování a potopení německé transportní lodi Wilhelm Gustloff dne 30. ledna 1945 ponorkou S-13. Při potopení lodi zahynulo přibližně 9000 osob a stalo se tak největší námořní katastrofou v dějinách lidstva.